# Castlemaine, Victoria
Castlemaine, Victoria là một thành phố trong khu vực Goldfields của bang Victoria, Úc. Thành phố có dân số 6797 người (năm 2006). Thành phố có cự ly cách thủ phủ bang Melbourne 120 km bằng đường bộ, và khoảng 40 km từ trung tâm Bendigo. Đây là trung tâm hành chính và kinh tế của các Shire of Mount Alexander. Nó được đại úy W. Wright theo người chú Ireland của ông, Viscount Castlemaine.
Castlemaine bắt đầu là một thị trấn của những người đổ xô đi đào vàng vào năm 1851, nó đã trở thành một trung tâm lớn của khu vực được biết đến đối với các tổ chức công nghiệp và văn hóa bao gồm cả các rạp chiếu phim liên tục hoạt động lâu đời nhất ở lục địa Úc, Nhà hát Hoàng gia.